# حاجز أولي
الحاجز الأولي (بالإنجليزية: Septum primum)‏ هو حاجز ينمو في قلب الجنين ليفصل الأذين البدائى إلى غرفتين ليُصبحا لاحقاً الأذينين الأيمن والأيسر بعد إتمام مراحل التطور.
خلال مراحل تطور قلب الجنين الآدمى، ينمو حاجز من أعلى إلى أسفل داخل تجويف الأذين البدائي ليفصله إلى غرفتين، غرفة يُمنى وأخرى يُسرى، ويعرف هذا بالحاجز الأوّلي (بالإنجليزية: Septum primum)‏. وتُعرف الفجوة المتناقصة تحت الحاجز الأولي باسم الفوهة الأولية أي «الفتحة الأولى» (بالإنجليزية: Ostium primum)‏ أو (بالإنجليزية: Primary interatrial foramen)‏ ، وهي الفجوة الموجودة تحت الحاجز الأولي بينه وبين وسادة الشغاف (بالإنجليزية: Endocardial cushions)‏ أو (بالإنجليزية: Atrioventricular cushions)‏ التي هي ذلك الجزء من القلب الذي يلتقي عنده الحاجز الأذيني بالحاجز البطيني ويلتقي عنده الدسام التاجي بالدسام ثلاثي الشرف. عند اكتمال نمو الحاجز الأولى والتحامه بوسادة الشغاف تنغلق الفوهة الأولية بشكل كامل، وفي خلال ذلك تظهر فتحات وثقوب صغيرة ومتعددة في الجزء العلوي من الحاجز الأولى، تُعرف بالفوهة الثانوية أي «الفتحة الثانية» (بالإنجليزية: Ostium secundum)‏ أو (بالإنجليزية: Foramen secundum)‏.
وفي نهاية المآل، يصبح الحاجز الأولى جزءاُ من الإنخفاض البيضوي، ويستمر تدفق الدم في قلب الجنين عن طريق الثقب البيضوي.

## وصلات خارجية
- Overview at um.edu.mt
- Diagram at lww.com [وصلة مكسورة]
- LoyolaMedEd  Atrial Partitioning